# Solenopsis major
Solenopsis major é uma espécie de formiga do gênero Solenopsis, pertencente à subfamília Myrmicinae.